# Autumn Tears

Autumn Tears es un grupo de música neoclásica dark wave, también catalogado como rock gótico, formado en Estados Unidos por Ted Tringo y Erika T. Swinnich en 1995, después de lo cual dedicaron mucho tiempo para elaborar las letras de lo que después serían las canciones.

## Historia
En 1997, publicaron su segundo disco bajo el título “The Garden of Crystalline Dreams - Love Poems for Dying Children: Act II”. Después de publicar este trabajo, Erika abandonó el grupo para concentrarse en la escritura de su novela. Como sustituta de Erika, entró Jennifer LeeAnna.
En 1999, publicaron un mini CD bajo el título “Absolution. “The song” The Absolution of What Once Was”, que en principio fue creado como tema exclusivo para el “Arcana Tarot Compilation”. Tras esta publicación, Erika volvió al grupo lo cual no significó que Jennifer tuviese que abandonar su puesto, quedando el grupo formado por Ted, Erika y Jennifer.
En el año 2000, publican su tercer trabajo, “Love Poems for Dying Children, Act III: Winter and the Broken Angel.”, en el cual se observan curiosos duetos y excelentes duelos vocales entre Jennifer y Erika.
En 2001, Erika se marchó a Texas, pero aun así grabó las que iban a ser sus probablemente últimas aportaciones a AUTUMN bajo el título “Eclipse”. Este álbum es muy diferente a los otros, no en cuanto al tipo de música, sino en el aspecto de que en este disco, el grupo incorporó tres nuevos integrantes: Terran Olson (ex-maudlin of the Well, Kayo Dot), Greg Ball (ex- Long Winters Stare, Sound of Enoch) y Laurie Ann Haus (Ex-Rain Fell Within, Todesbonden, Ephemeral Sun). El disco fue publicado en el año 2004.
Como ya se ha explicado anteriormente, el grupo practica un "dark ambient" con influencias y pasajes neoclásicos con el único propósito, según los propios autores, de provocar intensas sensaciones de tristeza y soledad en el oyente.

## Miembros
Miembros actuales
- Ted Tringo - Composición, arreglos, piano, teclado y voz.
- Laurie Ann Haus - Voces y coro.
- Greg Ball - Contrabajo y guitarra acústica
- Terran Olson- Clarinete y flauta.

Miembros Anteriores
- (1995-2004) Erika T. Swinnich - Voces. coros, teclado y composición(exintegrante de Ignitor actualmente canta para Drifter and Fury.
- (1998-2001) Jennifer LeeAnna - voces, coros, composición, arreglos y teclado.

## Discografía
Álbumes
- 1996 Love Poems for Dying Children... Act I
- 1997 Love Poems for Dying Children... Act II: The Garden Of Crystalline Dreams
- 1998 Love Poems for Dying Children... Act I; REPRISE MCMXCVIII (re-release of Act I with a bonus track)
- 2000 Love Poems for Dying Children... Act III: Winter and the Broken Angel
- 2004 Eclipse(álbum)
- 2007 The Hallowing

Mini-CD
- 1999 Absolution(álbum)